# Pokémon – Der Film
Pokémon – Der Film (jap. 劇場版ポケットモンスター ミュウツーの逆襲 Gekijōban Poketto Monsutā: Myūtsū no Gyakushū) basiert auf dem Anime Pokémon, der zum Pokémon-Franchise um die Spiele von Satoshi Tajiri gehört. Die ersten Pokémon-Spiele (Pokémon Rote Edition) von Game Freak waren der Grundgedanke für den Film.
Der Film war weltweit ein kommerzieller Erfolg. Mit einem Einspielergebnis von 163,64 Millionen US-Dollar war er seinerzeit der zweiterfolgreichste Anime Japans, nach  Hayao Miyazakis Prinzessin Mononoke. In Deutschland, wo der Film am 13. April 2000 startete, sahen ihn 3,22 Millionen Besucher, womit er zum sechsterfolgreichsten Film in Deutschland im Jahr 2000 wurde. Warner Bros. Entertainment brachte den Film, der auch unter dem Titel Pokémon – Der Film: Mewtu gegen Mew bekannt ist, in Deutschland heraus.

## Handlung
In einem Labor, abseits der Menschen, wird ein neues Pokémon geklont. Mewtu, das stärkste Pokémon von allen, kann sich dank seiner psychischen Kräfte befreien, das Labor zerstören und die Forscher töten. Er ist in der Lage, wie ein Mensch zu sprechen, was für Pokémon ungewöhnlich ist, und zeigt eine hohe Intelligenz. Mewtu hat von den Menschen erfahren, dass es aus einem Pokémon, nämlich Mew, geschaffen wurde. Er will beweisen, dass ein Klon stärker als das Original ist, und Mew bezwingen. Zuvor gelingt es jedoch Giovanni, dem Chef des Team Rocket, Mewtu eine Rüstung anzulegen, um dessen Kräfte zu bannen. Der Kampf gegen Gary um den Erdorden (8. Orden zur Anerkennung zur Pokémonliga) wird gezeigt. Danach flieht Mewtu vor Giovanni und befreit sich aus seiner Rüstung.
Ash, Misty und Rocko werden von Mewtu beobachtet, ehe dieser das Pokémon Dragoran – seinen Gehilfen – zu Ash schickt, um ihm eine Einladung zu überreichen. Etliche Pokémon-Trainer werden zur Insel New Island eingeladen, doch nur wenige Trainer gelangen nach New Island, da Mewtu einen gewaltigen Orkan heraufbeschworen hat. Ash und seine Freunde kommen als letzte Trainer an. Team Rocket gelangt unterdessen, gefolgt von Mew, in das Klonlabor von Mewtu. Mauzi wird hierbei geklont, wie viele andere Pokémon zuvor. Die Klone werden lebendig und Mewtu lässt Klon gegen Original kämpfen. Bisaflor, Turtok und Ashs Glurak kämpfen jeweils gegen ihren Klon und verlieren deutlich. Als Siegesprämie fordert Mewtu die Pokémon der Trainer und mithilfe schwarzer Pokebälle kann er ein Pokémon nach dem anderen fangen und klonen. Schließlich gelingt es ihm auch Pikachu zu klonen, wobei Ash ihm bis zum Labor folgte. Es folgt ein Kampf mit den Klonen, wobei Ash zunächst von Mew gerettet wird und Mew dann in den Kampf eintritt. Mauzi kämpft nicht, Pikachu lässt alle Schläge über sich ergehen. Schließlich will Ash alle Kämpfe abbrechen und wirft sich zwischen Mewtus und Mews Attacken. Er versteinert und statt den Kämpfen tritt eine Stille ein. Pikachu versucht Ash wiederzubeleben, doch er scheitert. Auch sein Donnerblitz hilft nicht mehr. Die Tränen aller Pokémon lassen Ash wieder lebendig werden. Mewtu und Mew besiegeln den Frieden und verschwinden mit den Klonen am Himmel.
Die Erinnerung von Ash und den anderen wird ausgelöscht und sie erwachen im Pokémon-Center neben Schwester Joy am Hafen. Der Sturm hat sich gelegt und sie sehen am Himmel ein Mew.

## Einordnung in die Animeserie
Der Film spielt von der Handlung her zwischen den Folgen 69 und 70 der ersten Staffel. In diesen Folgen besitzt Ash acht Orden und ist auf dem Weg nach Vertania City, wobei einige Ausschnitte bereits im Anime vorkamen (Garys Kampf mit Giovanni, Mewtu flieht von Giovanni).
Mewtu und Mew sind die ersten legendären Pokémon, die einen größeren Auftritt erhalten haben (Ho-Oh sieht man nur in der ersten Folge der Serie kurz). Donphan ist das erste Pokémon (nach Togepi in Folge 50), das aus der zweiten Generation stammt und nicht von unseren Freunden gefangen wird.

## Produktion und Veröffentlichung
Die Musik stammt von Shinji Miyazaki. Regie führte Kunihiko Yuyama und das Drehbuch schrieb Takeshi Shudō. Der Kurzfilm Pikachus Ferien wird am Anfang des Films gezeigt. Darin treten weitere Pokémon auf, die erst in der zweiten Generation erscheinen (u. a. Snubbull und Marill).
Als der Film 1999 in den USA gezeigt wurde, lief er in über 3.000 Kinos und spielte über 85 Millionen US-Dollar ein. Der Film erschien am 31. Mai 2019 als deutsche Neuauflage auf DVD und erstmals auch auf Blu-ray bei Polyband Anime, wobei der Kurzfilm Pikachus Ferien bei dieser Neuauflage fehlt. Die Freundschaft des Mädchens Amber mit Mewtu im Vorspann wurde außerhalb Japans gänzlich herausgeschnitten. In Deutschland erschien die Sequenz als Extra auf Englisch mit deutschen Untertiteln bei der Heimkinoauswertung.

## Fortsetzung
Der zweite Film der Reihe kam in Deutschland als Pokémon 2 – Die Macht des Einzelnen am 21. Dezember 2000 in die Kinos, in Japan erschien er am 17. Juli 1999 und in den Vereinigten Staaten erschien er am 21. Juli 2000. Dieser Film spielt zwischen Episode 107 und Episode 108 auf dem Orange Archipel. Als erstes legendäres Pokemon der zweiten Generation taucht Lugia auf, welches das Cover der silbernen Edition darstellt, wobei die goldene und silberne Edition erst im Jahr 2001 in Deutschland herausgebracht wurden. Statt dem Pokemonzüchter Rocko begleitet Tracey Ash und Misty. In keinem weiteren der Pokemonfilme wird er wieder eine große Rolle spielen.
Es gibt eine direkte Fortsetzung zum Film mit dem Titel Pokémon: Mewtu kehrt zurück. Dieser Fernsehfilm spielt zeitlich während der vierten Staffel.
Am 27. Februar 2020 erschien ein CGI-animiertes Remake des Films unter dem Namen Mewtu schlägt zurück – Evolution in Deutschland sowie international bei dem Streaminganbieter Netflix. In den japanischen Kinos lief der Film bereits am 12. Juli 2019 an. Im Remake fehlt ebenfalls die Story um die Freundschaft des Mädchens Amber mit Mewtu.

## Rezeption
Mit über 85 Millionen Dollar Einspielsumme und gezeigt in über 3.000 Kinos ist der Film der mit großem Abstand erfolgreichste japanische Film in den USA – gefolgt mit deutlichem Abstand vom Nachfolger Pokémon 2 (44 Mio.). Er gehört damit zu einem der wichtigsten Filme im Anime-Boom um 2000 und ebenfalls zu den innerhalb des Pokémon-Franchises wichtigsten Werken.